# HC Řisuty
HC Řisuty (celým názvem: Hockey Club Řisuty) je český klub ledního hokeje, který sídlí v obci Řisuty ve Středočeském kraji. Založen byl v roce 1949 pod názvem Sokol Řisuty. Své první utkání odehrál 29. ledna 1950 proti Sokolu Tuřany, zvítězil tehdy 6:4. Od sezóny 2005/06 působí ve 2. lize, třetí české nejvyšší soutěži ledního hokeje. Klubové barvy jsou modrá, bílá a oranžová.
Své domácí zápasy odehrává ve Slaném na tamějším zimním stadionu s kapacitou 3 200 diváků.

## Statistiky

### Přehled ligové účasti
Zdroj: 
- 2002–2005: Středočeský krajský přebor (4. ligová úroveň v České republice)
- 2005–2018: 2. liga – sk. Západ (3. ligová úroveň v České republice)
- 2018–2020: 2. liga – sk. Sever (3. ligová úroveň v České republice)
- 2020–2022: 2. liga – sk. Jih (3. ligová úroveň v České republice)
- 2022–: 2. liga – sk. Západ (3. ligová úroveň v České republice)

Jednotlivé ročníky
Zdroj: 
Legenda: ZČ – základní část, červené podbarvení – sestup, zelené podbarvení – postup, fialové podbarvení – reorganizace, změna skupiny či soutěže
| Česko (2002 – ) |                            |           |           |                                                                  |                      |
| Sezóny          | Soutěž                     | Úroveň    | ZČ        | Play-off, nadstavba, sk. o udržení...                            | Poznámky             |
| 2002/03         | Středočeský krajský přebor | 4. úroveň | 2. místo  | Finále                                                           |                      |
| 2003/04         | Středočeský krajský přebor | 4. úroveň | 1. místo  | Finále                                                           | Baráž                |
| 2004/05         | Středočeský krajský přebor | 4. úroveň | 1. místo  | Finále                                                           | Baráž                |
| 2005/06         | 2. liga – sk. Západ        | 3. úroveň | 3. místo  | Čtvrtfinále (prohra 0:3 na zápasy s IHC Písek)                   |                      |
| 2006/07         | 2. liga – sk. Západ        | 3. úroveň | 6. místo  | Osmifinále (prohra 2:3 na zápasy s HC Chrudim)                   |                      |
| 2007/08         | 2. liga – sk. Západ        | 3. úroveň | 4. místo  | Semifinále (prohra 1:3 na zápasy s HC Benátky nad Jizerou)       |                      |
| 2008/09         | 2. liga – sk. Západ        | 3. úroveň | 12. místo | Osmifinále (prohra 0:2 na zápasy s KLH Vajgar Jindřichův Hradec) |                      |
| 2009/10         | 2. liga – sk. Západ        | 3. úroveň | 1. místo  | Semifinále (prohra 2:3 na zápasy s HC Most)                      |                      |
| 2010/11         | 2. liga – sk. Západ        | 3. úroveň | 4. místo  | Čtvrtfinále (prohra 0:2 na zápasy s HC Vlci Jablonec nad Nisou)  |                      |
| 2011/12         | 2. liga – sk. Západ        | 3. úroveň | 2. místo  | Čtvrtfinále (prohra 0:3 na zápasy s SHC Klatovy)                 |                      |
| 2012/13         | 2. liga – sk. Západ        | 3. úroveň | 2. místo  | Finále (prohra 1:3 na zápasy s HC Tábor)                         |                      |
| 2013/14         | 2. liga – sk. Západ        | 3. úroveň | 11. místo | Osmifinále (prohra 1:3 na zápasy s HC Stadion Vrchlabí)          |                      |
| 2014/15         | 2. liga – sk. Západ        | 3. úroveň | 10. místo | Osmifinále (prohra 0:3 na zápasy s SKLH Žďár nad Sázavou)        |                      |
| 2015/16         | 2. liga – sk. Západ        | 3. úroveň | 12. místo | Ne                                                               |                      |
| 2016/17         | 2. liga – sk. Západ        | 3. úroveň | 8. místo  | Osmifinále (prohra 1:4 na zápasy s BK Havlíčkův Brod)            |                      |
| 2017/18         | 2. liga – sk. Západ        | 3. úroveň | 10. místo | Ne                                                               | Změna skupiny        |
| 2018/19         | 2. liga – sk. Sever        | 3. úroveň | 6. místo  | Ne                                                               |                      |
| 2019/20         | 2. liga – sk. Sever        | 3. úroveň | 5. místo  | play-off zrušeno kvůli pandemii covidu-19                        | Změna skupiny        |
| 2020/21         | 2. liga – sk. Jih          | 3. úroveň | neurčeno  | Ne                                                               | Zrušeno              |
| 2021/22         | 2. liga – sk. Jih          | 3. úroveň | 8. místo  | Play-down (2. místo)                                             | Sestup/Koupě licence |
| 2022/23         | 2. liga – sk. Západ        | 3. úroveň | 13. místo | Ne                                                               |                      |
| 2023/24         | 2. liga – sk. Západ        | 3. úroveň | 15. místo | Play-down (Výhra 2:0 na zápasy nad HHK Velké Meziříčí)           |                      |
| 2024/25         | 2. liga – sk. Západ        | 3. úroveň | 14. místo | Play-down (Prohra 2:0 na zápasy s HHK Velké Meziříčí)            | Sestup               |

### Přehled trenérů a kapitánů v jednotlivých sezónách
| Sezóna    | Soutěž                     | Kapitán           | Trenéři                               |
| --------- | -------------------------- | ----------------- | ------------------------------------- |
| 2002/2003 | Středočeský krajský přebor | Tomáš Drholec     | Bohumil Čermák a Přibyl L.            |
| 2003/2004 | Středočeský krajský přebor | Vladimír Kameš    | Jan Novotný a Přibyl L.               |
| 2004/2005 | Středočeský krajský přebor | Petr Kuda         | Jan Novotný a Přibyl L.               |
| 2005/2006 | 2. liga – sk. Západ        | Zdeněk Eichenmann | Jan Novotný, Radek Knotek a Přibyl L. |
| 2006/2007 | 2. liga – sk. Západ        | Michal Mádl       | Eduard Novák a Jiří Petrus            |
| 2007/2008 | 2. liga – sk. Západ        | Michal Mádl       | Eduard Novák                          |
| 2008/2009 | 2. liga – sk. Západ        | Michal Mádl       | Eduard Novák a Jiří Petrus            |
| 2009/2010 | 2. liga – sk. Západ        | Michal Mádl       | Jan Novotný                           |
| 2010/2011 | 2. liga – sk. Západ        | Michal Mádl       | Jan Novotný                           |
| 2011/2012 | 2. liga – sk. Západ        | Martin Kašák      | Jan Novotný a Michal Mádl             |
| 2012/2013 | 2. liga – sk. Západ        | Martin Kašák      | Jan Novotný a Michal Mádl             |
| 2013/2014 | 2. liga – sk. Západ        | Jakub Kraus       | Jan Novotný a Michal Mádl             |
| 2014/2015 | 2. liga – sk. Západ        | Jakub Kraus       | Jan Neliba                            |
| 2015/2016 | 2. liga – sk. Západ        | Matěj Kos         | Jan Novotný                           |
| 2016/2017 | 2. liga – sk. Západ        | Matěj Kos         | Martin Procházka a Martin Kašák       |
| 2017/2018 | 2. liga – sk. Západ        | Matěj Kos         | Martin Procházka a Martin Kašák       |
| 2018/2019 | 2. liga – sk. Sever        | Matěj Kos         | Martin Procházka                      |
| 2019/2020 | 2. liga – sk. Sever        | Michail Potěchin  | Michal Jäger                          |
| 2020/2021 | 2. liga – sk. Jih          | Michail Potěchin  | Jan Boháček                           |
| 2021/2022 | 2. liga – sk. Jih          | Petr Patyk        | Jan Boháček                           |
| 2022/2023 | 2. liga – sk. Západ        | Vítězslav Bílek   | Pavel Křepelka, Roman Varga           |
| 2023/2024 | 2. liga – sk. Západ        | Vítězslav Bílek   |                                       |
| 2024/2025 | 2. liga – sk. Západ        | Vítězslav Bílek   |                                       |

### Přehled bodování týmu
| Sezóna    | Branky – celkem           | Asistence – celkem             | Body – celkem        | Útočníci – celkem    | Obránci – celkem                             |
| --------- | ------------------------- | ------------------------------ | -------------------- | -------------------- | -------------------------------------------- |
| 2005/2006 | Tomáš Ullrych 43          | Jaroslav Müller 26             | Tomáš Ullrych 63     | Tomáš Ullrych 63     | Petr Kasík 23                                |
| 2006/2007 | Tomáš Ullrych 19          | Tomáš Landa 20                 | Tomáš Landa 36       | Tomáš Landa 36       | Michal Mádl 23                               |
| 2007/2008 | Jiří Scherzl 23           | Tomáš Landa 26                 | Jiří Scherzl 44      | Jiří Scherzl 44      | Michal Mádl 20                               |
| 2008/2009 | Jiří Scherzl 32           | Tomáš Landa 28                 | Jiří Scherzl 50      | Jiří Scherzl 50      | Michal Mádl 26                               |
| 2009/2010 | Michal Bezouška 39        | Matěj Kos 38                   | Matěj Kos 67         | Matěj Kos 67         | Michal Mádl 20                               |
| 2010/2011 | Matěj Kos 29              | Matěj Kos 27                   | Matěj Kos 56         | Matěj Kos 56         | Michal Mádl 17                               |
| 2011/2012 | Matěj Kos 26              | Tomáš Landa 25                 | Matěj Kos 46         | Matěj Kos 46         | M. Ton, R. Čermák 14                         |
| 2012/2013 | Ladislav Vlček 22         | Matěj Kos 42                   | Matěj Kos 63         | Matěj Kos 63         | Roman Čermák 19                              |
| 2013/2014 | Tomáš Landa, Matěj Kos 15 | Tomáš Landa 18                 | Tomáš Landa 33       | Tomáš Landa 33       | F. Bílek, J. Sedláček 13                     |
| 2014/2015 | Tomáš Landa 18            | Matěj Kos 22                   | Matěj Kos 36         | Matěj Kos 36         | Jakub Sedláček 13                            |
| 2015/2016 | Matěj Kos 15              | Matěj Kos 22                   | Matěj Kos 37         | Matěj Kos 37         | Lukáš Kužel 22                               |
| 2016/2017 | Matěj Kos 19              | Michal Borovanský 27           | Michal Borovanský 43 | Michal Borovanský 43 | Václav Kolářík 18                            |
| 2017/2018 | Ondřej Krpata 21          | Matěj Kos 29                   | Matěj Kos 40         | Matěj Kos 40         | Tomáš Babický 26                             |
| 2018/2019 | Ondřej Krpata 18          | Matěj Kos 26                   | Petr Patyk 37        | Petr Patyk 37        | Jakub Kučera 15                              |
| 2019/2020 | Petr Patyk 21             | Petr Patyk 29                  | Petr Patyk 50        | Petr Patyk 50        | Michail Potěchin 23                          |
| 2020/2021 | Petr Patyk 3              | Michal Kučera, Vincent Keszi 2 | Petr Patyk 3         | Petr Patyk 3         | Michail Potěchin, Matěj Zíka, Jakub Kučera 1 |
| 2021/2022 | Petr Patyk 33             | Petr Patyk 26                  | Petr Patyk 59        | Petr Patyk 59        | Pavel Řepka 22                               |
| 2022/2023 | Vítězslav Bílek 29        | Vítězslav Bílek 37             | Vítězslav Bílek 66   | Vítězslav Bílek 66   | Michail Potěchin 20                          |
| 2023/2024 | Vítězslav Bílek 22        | Vítězslav Bílek 23             | Vítězslav Bílek 45   | Vítězslav Bílek 66   | Adam Zich 18                                 |
| 2024/2025 | Vítězslav Bílek 28        | Vítězslav Bílek 34             | Vítězslav Bílek 62   | Vítězslav Bílek 62   | David Růžička 11                             |

## Významní hráči klubu HC Řisuty
- Vladimír Kameš (* 1964) – útočník, mistr světa z roku 1985, nynější hokejový trenér – v Řisutech v letech 2003 až 2004.
- Michal Mádl (* 1966) – dlouholetý ligový hráč Kladna a kapitán Řisut. V nejvyšší lize odehrál přes 485 zápasů – v Řisutech v letech 2004 až 2011.
- Radek Aschenbrenner (* 1969) – zkušený obránce, hrál například v Kladně, na Slavii či v tehdy prvoligových Kralupech nad Vltavou – v Řisutech v letech 2003 až 2009.
- Petr Kuda (* 1968) – zkušený hokejový obránce, který má zkušenosti například z Litvínova či Kladna. Za Řisuty hrál pouze v postupové sezóně 2004/2005.
- Marcel Kučera (* 1971) – hokejový brankář, který chytal v nejvyšší hokejové lize za Kladno a Karlovy Vary – v Řisutech v letech 2004 až 2005.
- Zdeněk Eichenmann (* 1967) – zkušený útočník, kladenský rodák. V nejvyšší hokejové soutěži odehrál přes 550 utkání – v Řisutech v letech 2005–2007.
- Josef Zajíc (* 1968) – dlouholetý kapitán extraligového Kladna. V minulosti hrál i v reprezentaci – v Řisutech v letech 2007 až 2008.
- Radek Gardoň (* 1969) – bývalý vynikající střední útočník. Odehrál přes 500 utkání v české a československé extralize – v Řisutech v letech 2008 až 2009.
- Petr Kasík (* 1962) – vynikající obránce, který odehrál v tuzemské nejvyšší soutěži 471 utkání – v Řisutech v letech 2005–2008
- Tomáš Ullrych (* 1979) – řisutský kanonýr se zkušenostmi z extraligového Kladna. V řisutské první druholigové sezóně nastřílel celkem 43 gólů – v Řisutech v letech 2003 až 2008.
- Jiří Scherzl (* 1981) – v Řisutech odehrál celkem 305 utkání během nichž nastřílel 126 gólů – v Řisutech v letech 2005 až 2013.
- Tomáš Landa (* 1984) – dlouholetý řisutský kanonýr, který v klubu odehrál přes 400 utkání – v Řisutech v letech 2004–2015.
- Matěj Kos (* 1986) – bývalý řisutský útočník a kapitán, který tvořil s Landou v minulosti velmi aktivní produktivní formaci Řisut – v Řisutech v letech 2006–2019.
- Ladislav Vlček (* 1981) – zkušený extraligový a prvoligový útočník, juniorský mistr světa z roku 2000. Nyní mládežnický trenér a aktivní hráč krajské ligy. V roce 2000 byl v 6. kole draftován do NHL – v Řisutech v letech 2012–2015.
- Jakub Kraus (*1979) – dlouholetý extraligový hráč. V sezónách 2013/14 a 2014/2015 řisutský kapitán – v Řisutech v letech 2010–2015.
- Martin Kašák (* 1976) – bývalý řisutský obránce, v minulosti také kapitán. Dlouhá léta předtím působil v prvoligovém Berouně.
- Vít Schwamberger (* 1986) – dlouholetá brankářská jednička Řisut. V Řisutech působil během let 2007 – 2015.
- Pavel Hegenbart (*1974) – dlouholetý zkušený řisutský útočník, který hrál za Řisuty ještě v krajské lize. V sezóně 2016/2017 se opět do Řisut vrátil, po šesti sezónách. V Řisutech v letech 2005–2010 a 2016–2017.
- Tomáš Rod (*1988) – mládežnický reprezentant ČR strávil většinu své kariéry v 1. lize, kde odehrál 449 zápasů, 50 zápasů odehrál také v Extralize. V Řisutech v letech 2017–2029.
- Vítězslav Bílek (*1983) – mládežnický reprezentant ČR, který odehrál většinu své kariéry v týmu Rytíři Kladno. V Extralize odehrál celkem 499 utkání. V Řisutech od roku 2022.